# Delinquente (singolo)
Delinquente è un singolo del cantautore e rapper italiano Achille Lauro, pubblicato il 27 settembre 2019 come quarto estratto dal quinto album in studio 1969.